# Eunidia nigrovittata
Eunidia nigrovittata es una especie de escarabajo longicornio del género Eunidia, subfamilia Lamiinae, tribu Eunidiini. Fue descrita científicamente por Breuning en 1939.
El período de vuelo ocurre en el mes de julio.

## Descripción
Mide 6,5 milímetros de longitud.

## Distribución
Se distribuye por Kenia, Mozambique y Zimbabue.